# خيرية الكخن

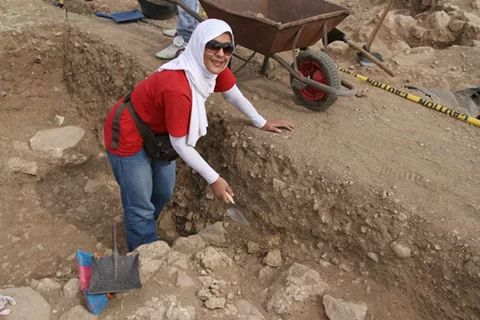
خيرية الكخن في تنقيبات أثرية.

خيرية حامد فايز الكخن باحثة أردنية في الآثار والتنقيب والترميم.

## السيرة المهنية
تخرجت خيرية الكخن عام 1993 من كلية الآثار والسياحة، تخصصت في علم الآثار كتخصص رئيسي وإدارة الأعمال كتخصص فرعي، وهي إحدى الآثاريات اللاتي يعملن في مجال الآثار والترميم منذ عام 2009، وقد عملت مع كل من ميسون النهار والألماني توماس فيبر في العديد من المواقع الأثرية في الأردن.
بدأت العمل كمُرقمة ومسجلة للقطع الأثرية وإدخالها عبر برنامج حاسوبي، وكانت من أوائل الذين استخدموه بعد ذلك، أيضاً عملت في التنقيبات الأثرية ومرممة في مشاريع الترميم ثم أصبحت مشرفة على الحقول الأثرية ومديرة لمشاريع الترميم.

## أعمال ميدانية

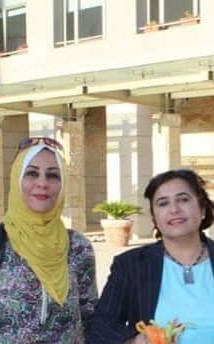
صورة تجمع بين أ.د.ميسون النهار وخيرية الكخن.

أول التنقيبات الأثرية التي شاركت بها كانت في رجم خلدا مع دائرة الآثار العامة عام 2009، حيث يعود هذا الموقع إلى العصر الحديدي الثاني، وتم استخدامه في العصر الروماني والبيزنطي والإسلامي. ثم تلتها حفرية المدمغة في البتراء التي تعود إلى العصر الحجري القديم الأعلى لمدة موسم وذلك عام 2011 مع ميسون النهار والبعثة الألمانية.
ثم تابعت خيرية الكخن عملها في جرش عام 2012، وكان عملها يقتضي ترقيم وتسجيل القطع الفخارية والبرونزية وإدخالها على البرنامج الحاسوبي “Filemaker”.إرث الأردن حيث عثر على العديد من هذه القطع عام 1992م عبر التنقيب الأثري التي قامت به ميشيل زوجة جاك سين وهو كان مقيم شبه دائم في جرش وتم ترميم هذه القطع.
كما عملت خيرية في التنخيل المائي وتصنيف القطع الصوانية المميزة في موقع الحسية في منطقة تل السخنة في الزرقاء مع زيدان الكفافي وكارين بارتل وقامت أيضاً بالحفر بموقع قريب من قصر المشاش في منطقة الموقر بالتعاون مع فريق الألماني، الذي يعود إلى العصر الحجري الحديث لمدة موسمين.
ومن أعمالها المميزة نسخها أربع نسخ لنص (نقش) الإمبراطور البيزنطي أناستاسيوس (2013-2017) الذي يتكون من ثلاثة أجزاء في خمس لوحات وكان ذلك برئاسة توماس فيبر . وتم وضع جزء الأول من النقش على واجهة كلية الفنون في الجامعة الأردنية والعمل جارٍ على إكمال النص كاملاً على واجهة الجدار. ووضعت النسخة الثانية في مركز زوار الحلابات والثالثة في الموقع الأثري أم الجمال أما النسخة الرابعة فلم تُعرض بعد.
عملت خيرية في تل أبو الصوان في جرش، في الحفر والإشراف لثلاثة مواسم في الأعوام (2014-2015-2016) برئاسة ميسون النهار، حيث تم العثور على قطع فخارية مميزة وعظام. ومن أهم الاكتشافات التي حدثت في موقع تل أبو الصوان العثور على الجماجم الأدمية التي تعود إلى العصر الحجري الحديث ما قبل الفخاري ب 9000 من الآن، حيث يعتبر الاكتشاف الثاني من نوعه في الأردن، حيث كان الاكتشاف الأول في موقع عين غزال في الثمانينيات.
بالإضافة إلى المواقع المذكورة آنفاً فقد عملت أيضاً في خربة ياجوز حيث كان عملها من الناحية الإدارية مع توماس فيبر. وفي عام 2016 كانت بداية الأعمال التنقيبة الألمانية والفرنسية والأردنية في الحمامات الشرقية في مدينة جرش التي عثروا من خلالها على جزء السفلي لتمثال افرودايت ورأس دومينا.بينما في عام 2017 تم العثور على الجزء الاعلى لتمثال افرودايت وزيوس وقطع من الرخام. وفي عام 2018 تم فصل مشروع التنقيب الأثري عن مشروع ترميم تماثيل أفرودايت مع توماس فيبر والمرمم الإيطالي فرانكو مع مساعده ومجموعة من خريجات تخصص إدارة المصادر التراثيه مثل : مريم طـه وآيه أبو رزق وسارة الجيلاني، ولم يكن عملها مقتصراً على ترميم التماثيل بل أيضاً كانت مـشرفة على الموقع.
تعمل الآثارية خيرية الكخن الآن في المجال الإداري كـمساعدة إدارية لمؤسسة الألمانية Gerda Henkel Foundation بإدارة توماس فيبر، وهي مؤسسة ألمانية تعمل على دعم عدة مشاريع كـالتنقيبات الأثريه واللاجئين والتعليم وغيرها.

## النشاطات الاجتماعية

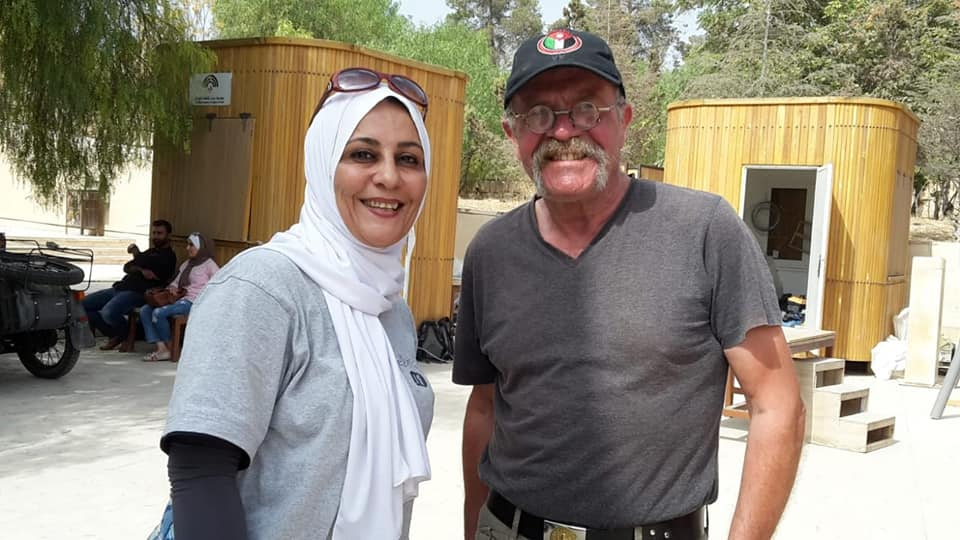
صورة تجمع خيرية الكخن مع أ.د.توماس فيبر.

شاركت في عامي 2015 /2017 في العيد الوطني الألماني الذي أُقيم في النادي الملكي الكائن في جبل عمان، لعرض أعمال المركز الألماني للاثار الشرقية  في الشرق الأوسط والشرح عنها.
المعرض الألماني في المتحف الوطني لعرض معظم المشاريع الألمانية في المملكة.

## معرض الصور

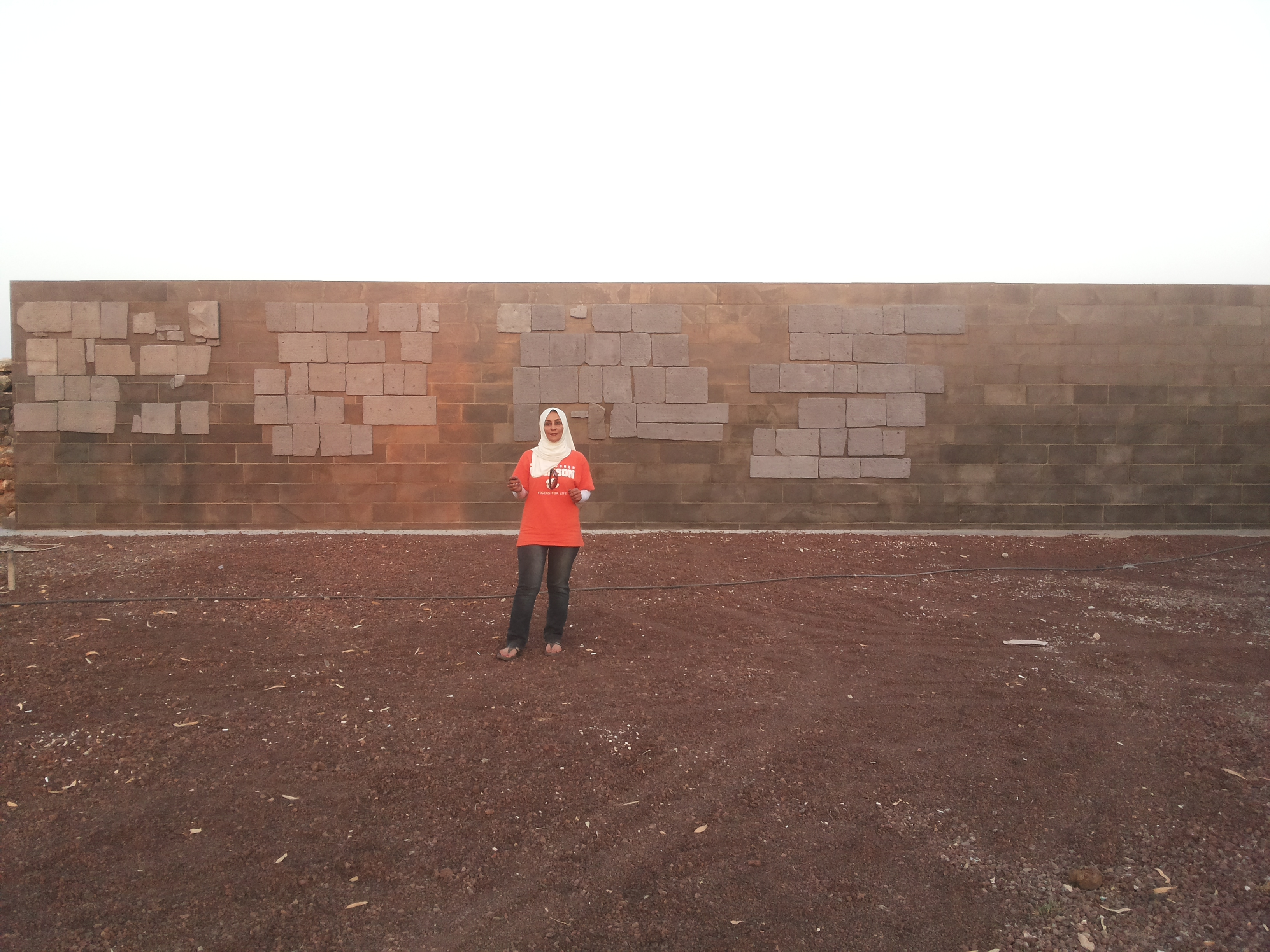
خيرية الكخن بعد الانتهاء من تعليق النص كامل على جدار أم الجمال
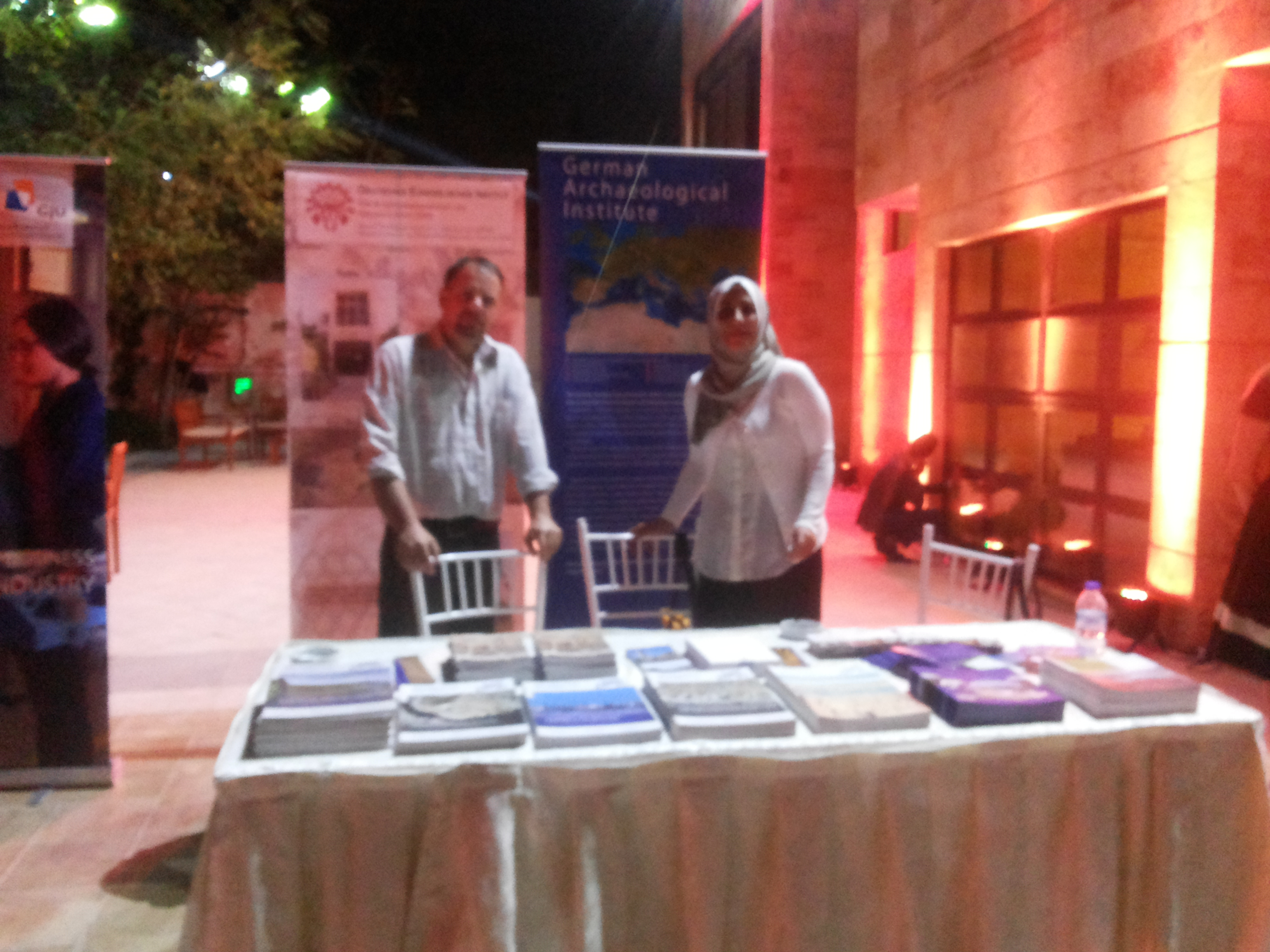
خيرية الكخن في المعرض الالماني
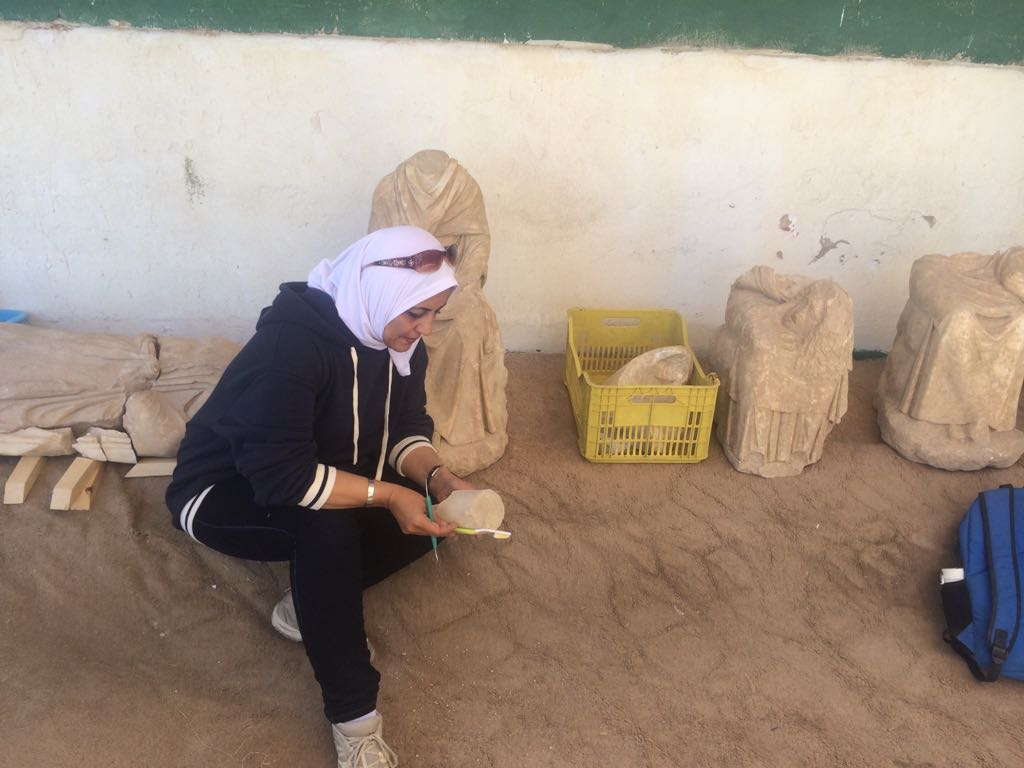
خيرية الكخن
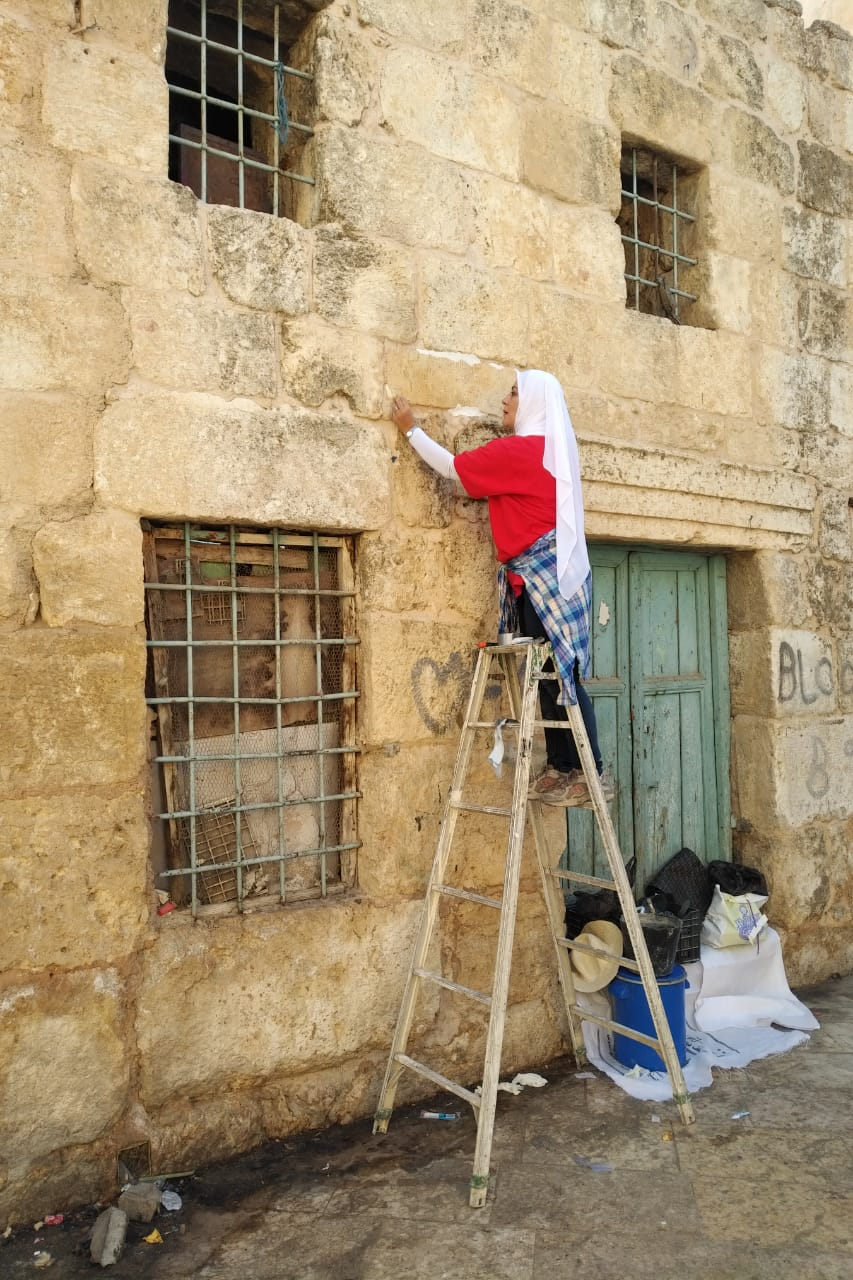
خيرية الكخن اثناء تعليقها لنص
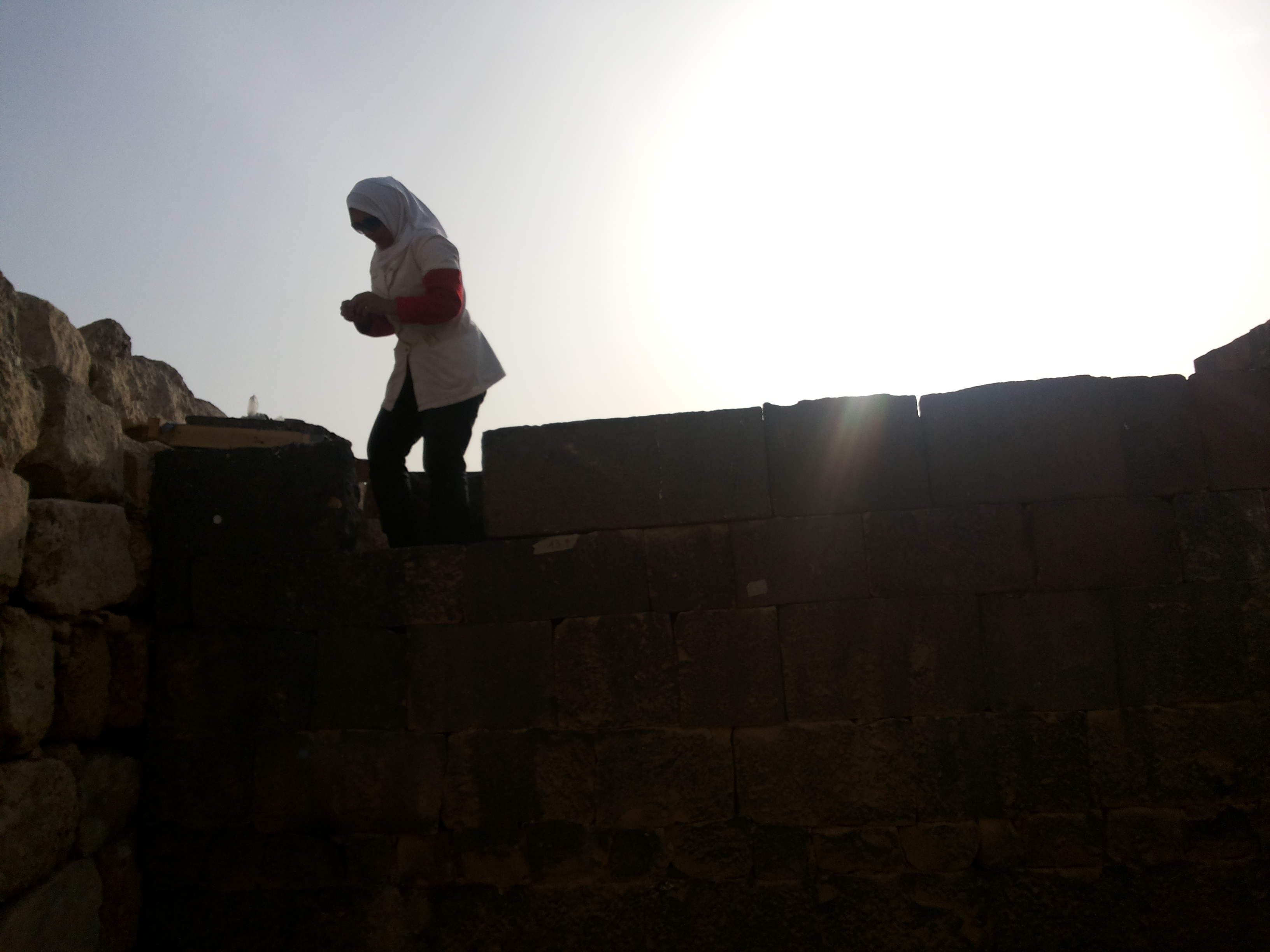
خيرية الكخن أثناء عملها في جدار الحلابات
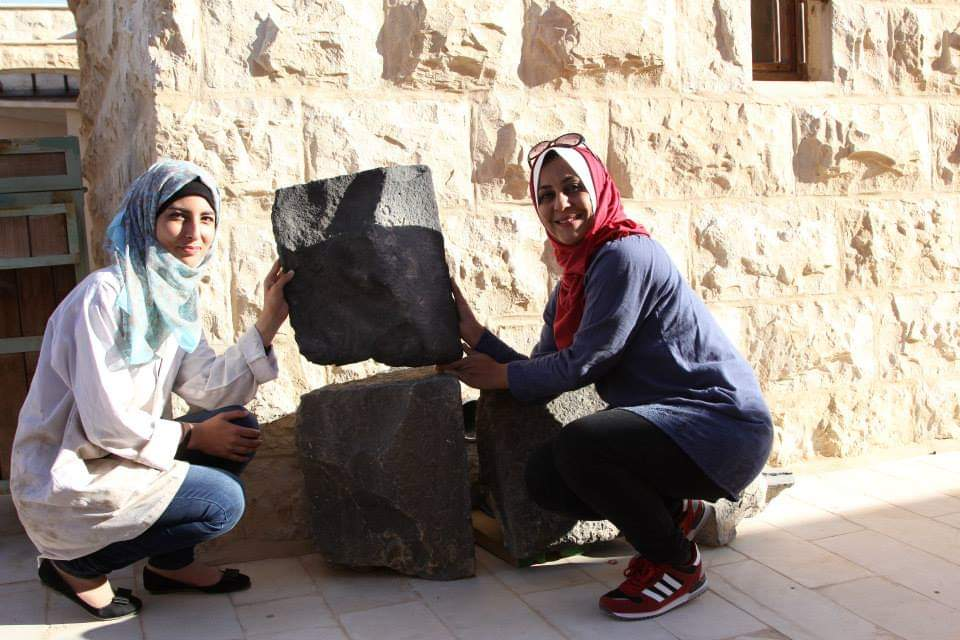
خيرة الكخن ومريم طـه بعد انتهائهم من عمل النسخ
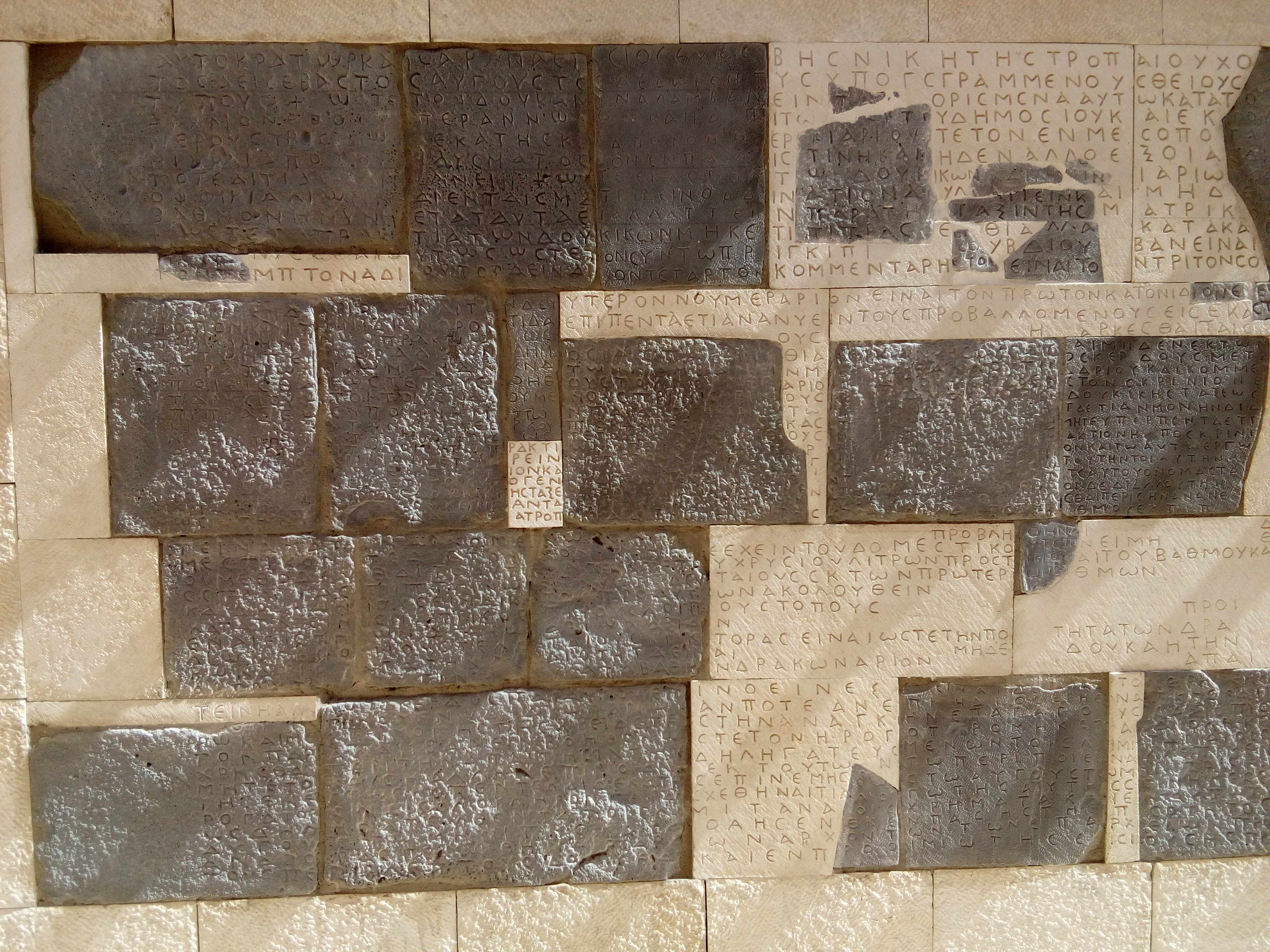
بعد الانتهاء من تعليق ونسخ نص اامبراطور البيزنطي في مركز زوار الحلابات
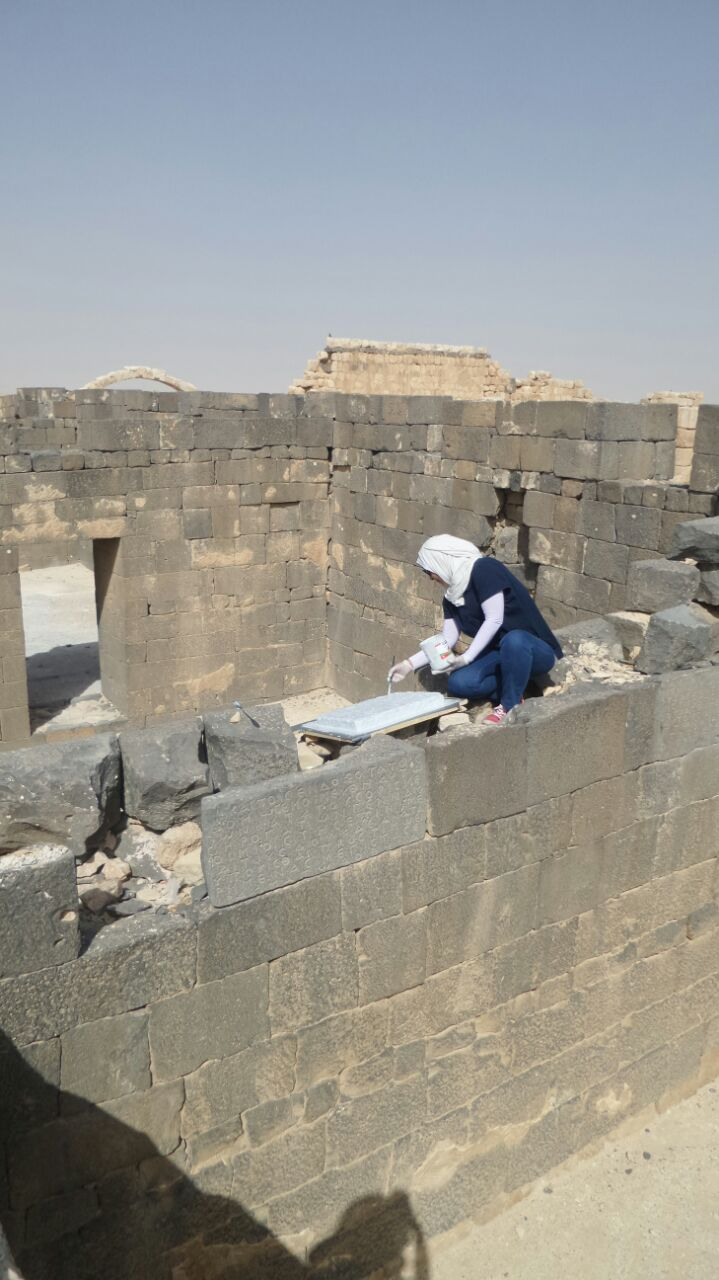
خيرية الكخن أثناء عملها في جدار الحلابات
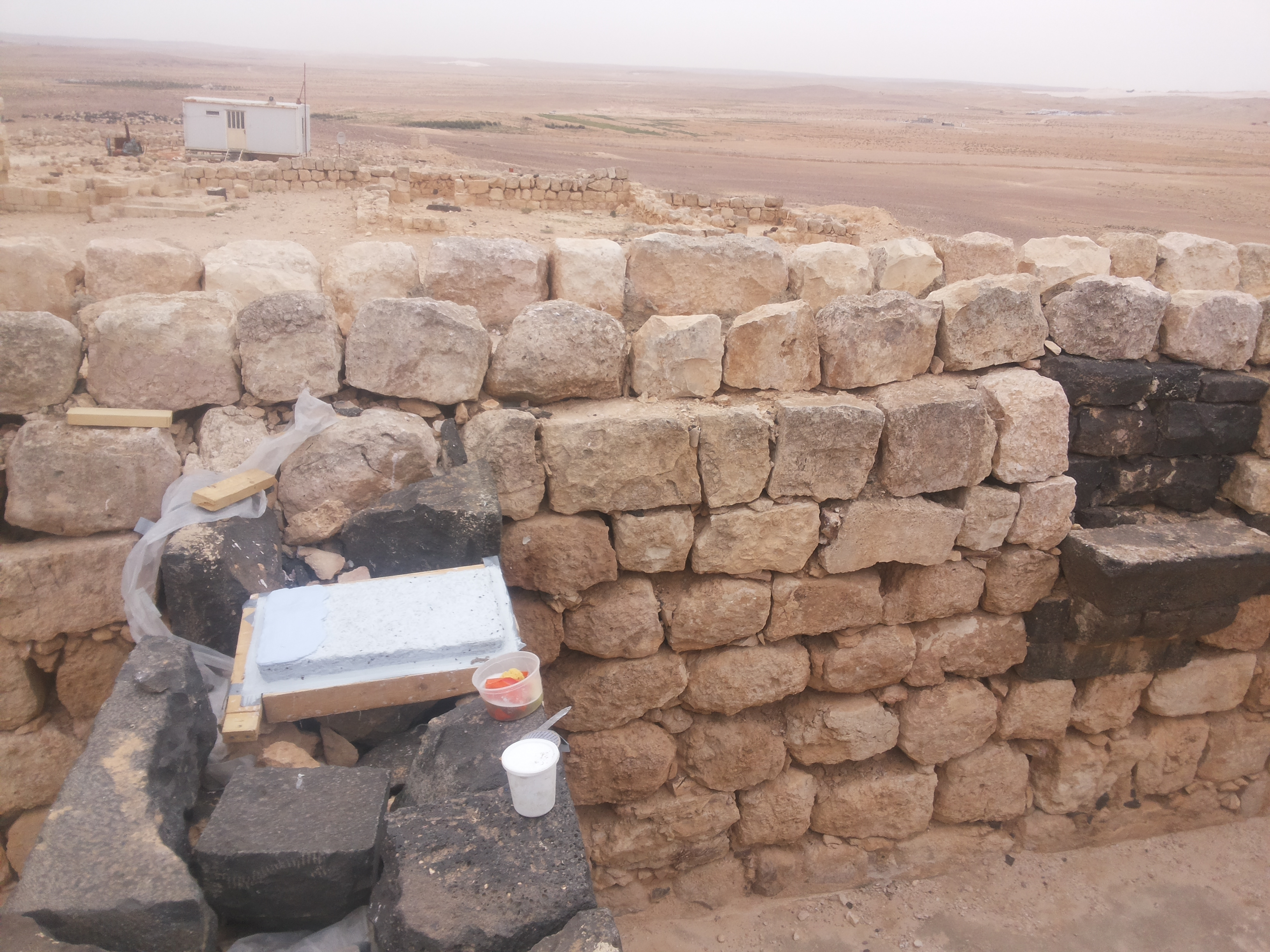
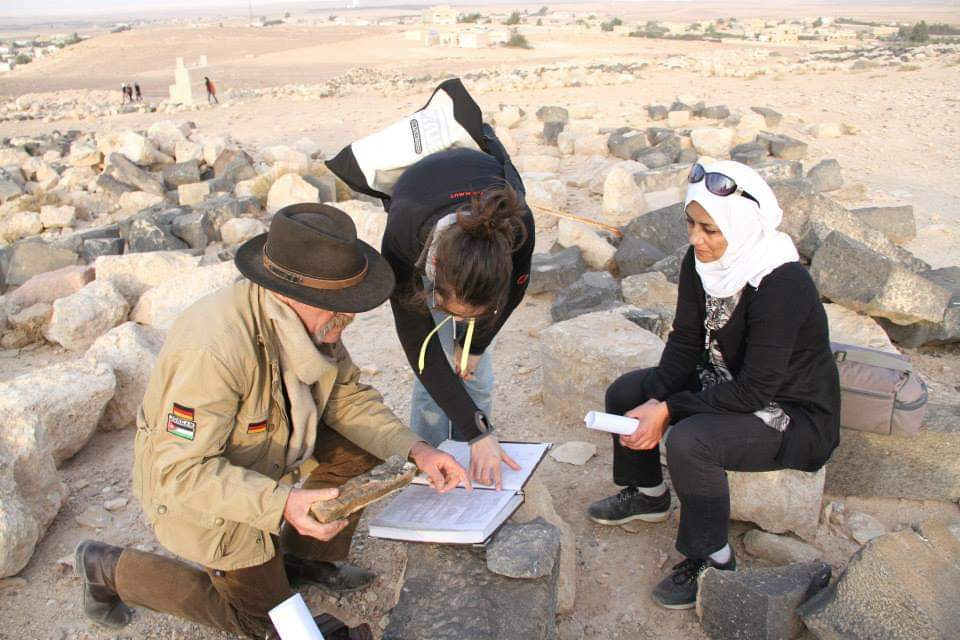
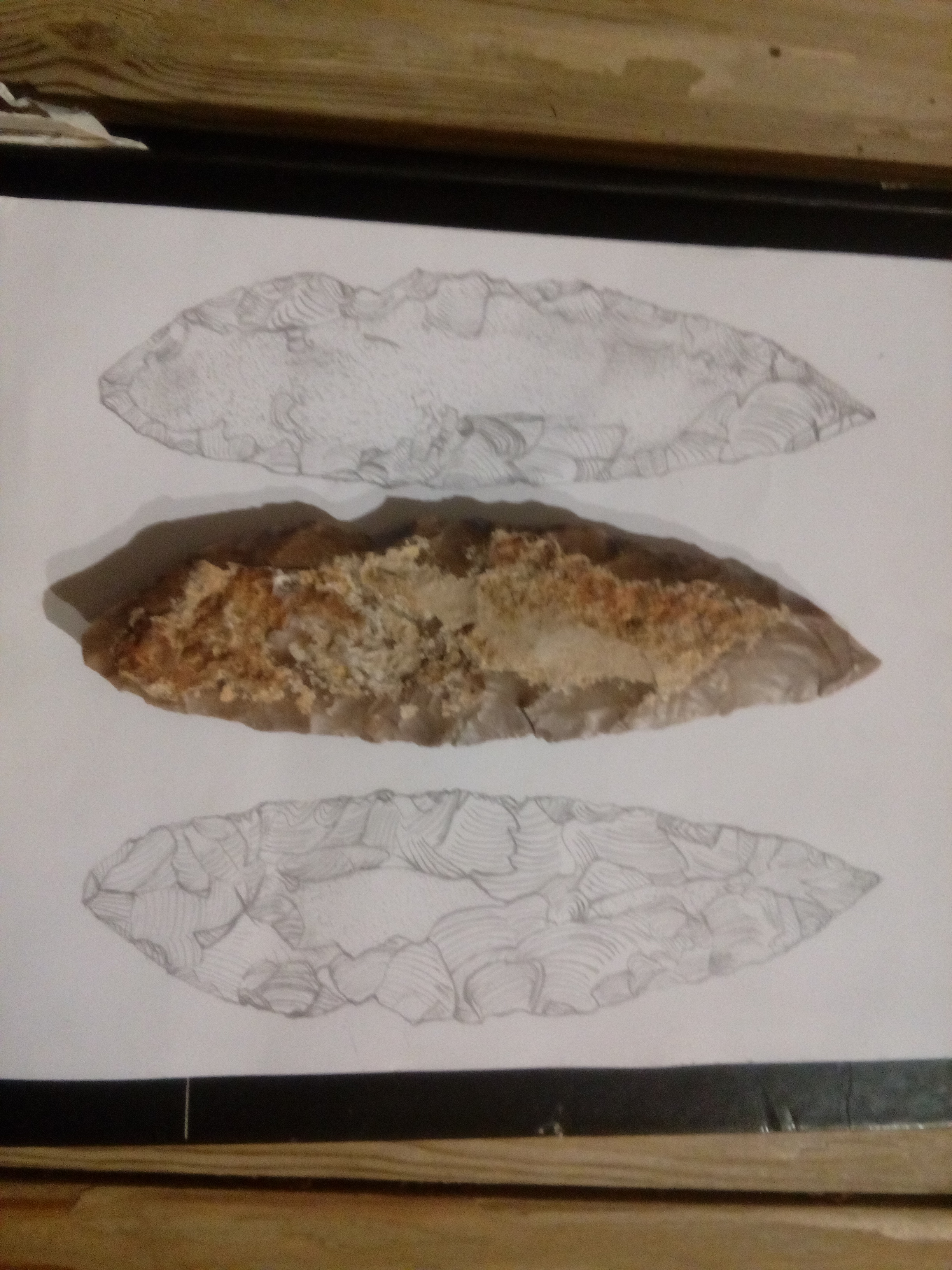
التوثيق بالرسم لاحدى القطع الاثرية التي قامت به خيرية الكخن